# 인터넷 체스 서버

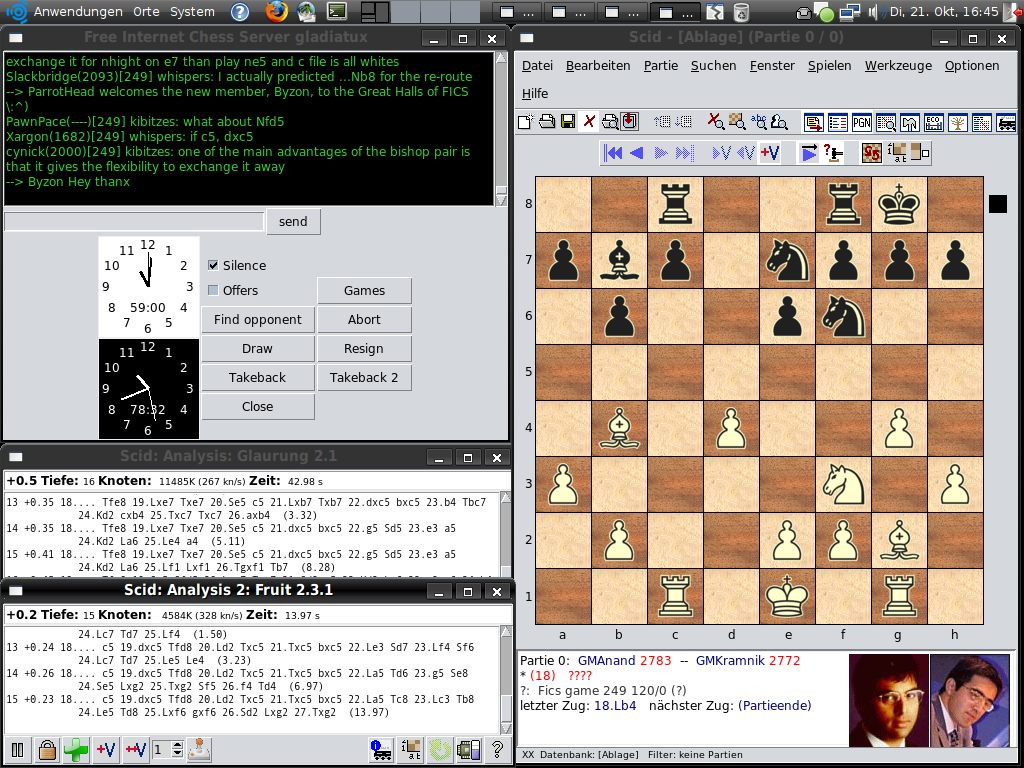

인터넷 체스 서버(Internet chess server, ICS)는 인터넷을 통해 체스 보드 게임을 플레이하고 토론하고 볼 수 있는 기능을 제공하는 외부 서버이다. 이 용어는 특히 각 사용자의 컴퓨터에 있는 다양한 그래픽 체스 클라이언트를 통해 플레이어를 연결하는 기능을 의미한다.

## 프로토콜 및 서비스
ICS 프로토콜은 텔넷 프로토콜의 간단한 텍스트 기반 변형이다. 몇 가지 참조 구현과 여러 클라이언트가 존재하지만 문서화가 적고 표준화되지 않았다.
독립 실행형 클라이언트 외에도 많은 서버는 웹 브라우저에서 직접 사용할 수 있는 웹 사이트도 제공한다. 이는 신규 사용자와 공용 컴퓨터 사용자에게 인기가 있다.

## 같이 보기
- 체스 엔진
- 컴퓨터 체스
- 우편 체스